# Cerro Boquerón
El Cerro Boquerón (9°01′34″N 70°34′53″O / 9.0262, -70.5813) es una formación de montaña ubicada en el extremo norte del Estado Mérida, Venezuela. A una altitud de 3.704 m s. n. m., el Cerro Boquerón es una de las montañas más altas en Venezuela. Constituye parte del límite norte del Estado Mérida con el vecino estado Trujillo y muy cercano al límite nordeste con el Estado Barinas.

## Ubicación
El Cerro Boquerón se encuentra en el límite norte de Mérida con el Estado Trujillo, al norte de Los Haticos en Mérida y al sur de las poblaciones de Tuñame y Las Mesitas en Trujillo. Su arista continúa hacia el este con el Pico Duri y al oeste con su vecino el Alto del Arenal, que es el punto más elevado de la carretera sur de Boconó.

## Geografía
El Cerro Boquerón se encuentra a un costado del Paso de Palmarito, un extenso conglomerado rocoso subyacente a la cuenca del río Cachiri y que va desde los Andes merideños hasta la Serranía del Perijá. Basado en estudios de la región, el conglomerado del Alto del Arenal y sus alrededores constituyen lutitas marinas. En los alrededores de la carretera de Mucuchachí a Santa Bárbara de Barinas por el Alto del Arenal la acumulación es parte roca clástica con continuidad que va de arenosa a limosa en donde se han encontrado fósiles de restos de plantas e invertebrados; que pasa luego a hacerse calcárea donde han aparecido fósiles marinos.